# Anima e animus

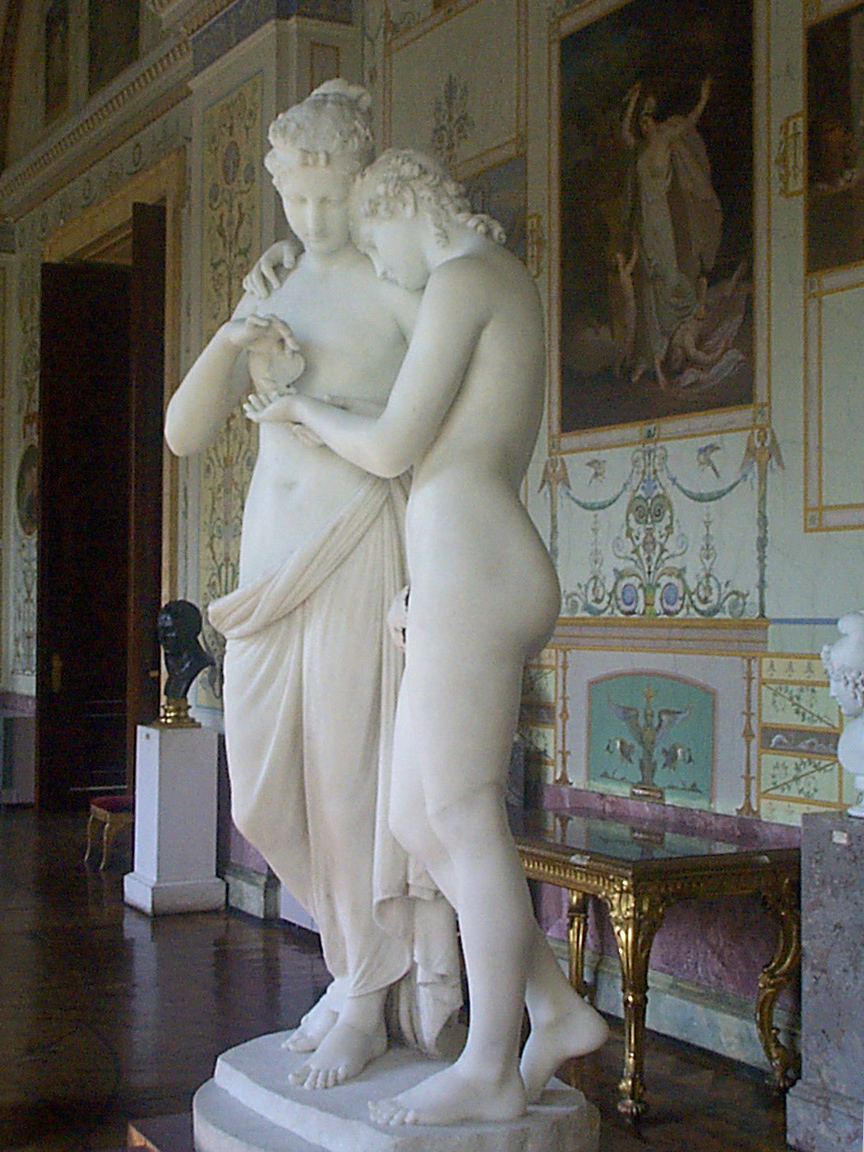
Amore e Psiche.

L'anima e l'animus sono descritti nella scuola di psicologia analitica di Carl Gustav Jung come elementi strutturali dell'inconscio collettivo. Jung definisce l'animus come il lato maschile di una donna, e l'anima come il lato femminile di un uomo proiettati inconsciamente sulle persone dell'altro sesso. Un esemplare ritiro della proiezione appare in Flaubert che, alla domanda chi fosse realmente la protagonista del suo capolavoro, rispondeva «Madame Bovary c'est moi».
L'anima e l'animus sono i due archetipi primari della mente inconscia, con un aspetto antropomorfico anziché animale. Opposti quindi sia alla funzione teriomorfica che alla funzione inferiore degli archetipi d'ombra. Jung li considera tra i simboli che formulano l'archetipo del Sé. L'Anima (spesso scritta con la A maiuscola per distinguerle dall'uso corrente della parola) costituisce la totalità delle qualità psicologiche femminili di un uomo: l'Animus di quelle maschili in una donna. D'altra parte il confronto con la dimensione inconscia dell'Anima può costituire un problema spinoso anche per le donne che in certi casi ne sono irretite e in altri (identificazione con l'Animus) sin troppo estranee.
Secondo Jung Anima e Animus appaiono nei sogni e influenzano gli atteggiamenti e le interazioni di una persona, inconsapevole di sé, con il sesso opposto perché tutto ciò che resta inconscio viene visto (se non trasferito) negli altri creando problemi interiori e relazionali. L'integrazione cosciente di Anima e Animus, tramite il ritiro della proiezione, è importante per lo sviluppo della personalità ma non è un processo facile per tutti. Per alcuni è difficile non solo realizzarlo ma persino capirlo teoricamente.
Jung scrive «l'incontro con l'ombra è il "pezzo da apprendista" nello sviluppo dell'individuo … ma quello con l'anima è il "capolavoro"». Jung considerava il processo dell'anima una delle fonti dell'abilità creativa. Nel suo libro The Invisible Partners, John A. Sanford propone che la chiave per trascendere la voce di anima/animus è riconoscerla quando si manifesta, esercitando la nostra capacità di discernere l'anima/animus dalla realtà.

## I quattro Livelli dell'Anima
Jung ritiene che lo sviluppo dell'anima abbia quattro livelli distinti, che ne La psicologia del transfert chiama Eva, Elena, Maria e Sofia. Il processo di sviluppo dell'anima in un uomo passa per lo sviluppo dell'emotività e della spiritualità e crea un nuovo paradigma cosciente che include processi intuitivi, creatività e immaginazione e sensibilità psichica verso se stesso e gli altri.
Nel 1964 Marie-Louise von Franz definisce l'Anima come «la personificazione di tutte le tendenze psicologiche femminili della psiche dell'uomo, cioè sentimenti e atteggiamenti vaghi e imprecisi, presentimenti, la ricettività dell'irrazionale, l'amore di sé, il sentimento della natura, e l'atteggiamento nei confronti dell'inconscio.». La descrizione calza a pennello con la vita e l'opera del drammaturgo Tennessee Williams i cui personaggi femminili, a partire dalla Blanche di Un tram che si chiama desiderio, costituiscono la perfetta incarnazione di Anima. Una simile empatia per i manierismi di Anima, in teatro è stata raggiunta al Piccolo Teatro di Milano dall'attrice Valentina Cortese interpretando con la regia di Giorgio Strehler alcune creature di Čechov. Grazie a YouTube è oggi possibile verificare l'idea di Jung circa gli incantesimi di Anima: gli stilemi della diva divina Valentina Cortese sono identici a quelli di Anna Marchesini che ne fa la parodia. Se siamo dentro Anima non possiamo che piangere ma, osservandola dal di fuori, possiamo anche riderne.
La von Franz esemplifica il suo discorso sull'Anima come figura interiore della psiche dell'uomo, pubblicando accanto al suo articolo per L'uomo e i suoi simboli (1964) la foto di uno sciamano, vestito da donna, il medico-profeta delle tribù artiche, che comunica con la terra dei fantasmi, cioè l'inconscio. A più di mezzo secolo dalle parole di von Franz, dopo decenni di cinema, narrativa, moda e teatro che hanno rivoluzionato il conscio e l'inconscio collettivo (almeno in Occidente) è evidente che la rappresentazione pubblica dell'Anima da parte di un uomo in gonna non emerge solo nella cultura esquimese. Già nel 1956 Billy Wilder liquidava il problema dell'integrazione dell'Anima con la famosa battuta finale della commedia A qualcuno piace caldo (1956) dove il gangster innamorato (non gangster ma milionario padrone del panfilo) che vuole sposare a tutti i costi Jack Lemmon travestito da donna, di fronte all'obiezione finale («Ma non capisci proprio niente? Sono un uomo!») non demorde e replica: «Mah! Nessuno è perfetto.». Oggi, in cinema e televisione, non si contano le figure comiche o drammatiche di uomini nei panni femminili di Anima, con e senza funzioni simboliche o profetiche, come accade per ogni archetipo.
Il primo livello di sviluppo è Eva, che prende il nome dal racconto della Genesi di Adamo ed Eva. Eva è l'oggetto del desiderio di un uomo sul piano elementare e istintivo, quindi molto celebrato nel romanzo e nel cinema. Un grande ritrattista dell'anima-Eva contemporanea è stato Federico Fellini che in Amarcord (1977) ha tratteggiato le figure della 'Gradisca' e della tabaccaia, e in 8½ (1963) la mitica Saraghina. Jeanne Moreau nel 1992 ne ha dato una potente interpretazione in Eve, il film di Joseph Losey.
Il secondo è Elena in riferimento a Elena di Troia nella mitologia greca. In questa fase, una donna appare capace di successo mondano ed è autosufficiente e abile nello scatenare gli uomini che si contendono il suo amore. Questo livello di Anima mostra uno scisma tra i talenti esterni (affari, cultura ed estroversione) e le qualità interne (virtù, fede, spiritualità). In ordine sparso, potremmo indicarne come sue manifestazioni artistiche, letterarie e cinematografiche personaggi come Carmen, Kundri nel Parsifal, Lulù, Lolita, l'angelo azzurro fino alla Malafemmena di Totò o alla cantautrice pop Veronica Ciccone in arte Madonna o, un secolo prima di lei, la donna più bella del mondo, Lina Cavalieri cantante a attrice, talmente affascinante da farsi accettare come soprano nonostante le sue stonature. Un discorso a parte meriterebbero le sanguinarie figure Animiche, da Salomè a Turandot e compagne, del tutto prive di qualità se non quella di essere delle principesse viziate dal padre Re. La loro versione moderna e contemporanea è nei personaggi hollywoodiani di donne egoiste, falliche e spesso sans merci, dalla Crudelia de Mon de La carica dei cento e uno fino alla Miranda Priestly interpretata da Meryl Streep nel film cult Il diavolo veste Prada (2006) che tanti gay chiamano con la parola chiave Divina! ed è oggetto di meme e citazioni a memoria della sceneggiatura.
La terza fase, antitetica alla seconda, è Maria. A questo livello, le donne possono avere molto carisma agli occhi dell'uomo che le percepisce dedite alla famiglia, a una missione e al dono di sé. L'unilateralità di questo genere di Anima benefica, santa e salvatrice resta però estranea a dimensioni della natura umana come la sessualità, l'Eros, l'umorismo, la felicità, la ricerca, la creatività, la bellezza, la gioia di vivere e lasciar vivere. Anche l'Anima Mariana nelle dinamiche interpersonali si presta ad abusi ed equivoci. Lo psicoanalista freudiano André Green, in un fortunato saggio dedicato al complesso de La Madre morta, descrive i rischi dell'identificazione di certe donne in questo genere di Anima: la manipolazione della madre mariana e inconsolabile che passa la vita a morire, ostentando i suoi dolori, non ha niente di spirituale e diventa una trappola vetero-cattolica per i figli. La vera devozione all'Anima Maria nella preghiera non coltiva l'ipocondria e la morte ma il dono della vita e della pace.
La quarta e ultima fase dello sviluppo dell'anima è Sofia o Atena, dove si realizza un'integrazione completa, che consente alle donne di essere viste e relazionate come individui dotati di saggezza e completezza. Pensiamo al quadro alla Monna Lisa di Leonardo. Qui l'anima è così sviluppata che nessun oggetto può contenere in modo completo e permanente le immagini a cui è collegata. L'esempio più immediato è il Premio Nobel Rita Levi Montalcini che in tarda età finì per dire una frase assurda per una neurologa: «Il corpo faccia quello che vuole: io sono la mente».

### Dalla proiezione classica alla rappresentazione contemporanea dell'Anima
(Il danno di Louis Malle, 1992)
Nel 1985 la moglie di Jung, Emma Jung, già madre di cinque figli (quattro femmine e un maschio), ha dedicato al tema il libro Animus e Anima. Tra le più chiare e sintetiche definizioni del concetto di Anima spicca quella pubblicata del 2018 di Enrico Perilli e Venicio Perilli.
Nella realtà quotidiana le tipologie animiche non si presentano quasi mai allo stato puro ma in combinatorie di cui Eva o Elena fanno spesso parte. Sul piano clinico e morale è importante (ma non sempre facile) comprendere fino a che punto alcune donne-Anima subiscano passivamente - o viceversa sfruttino intuitivamente come Lolita - la proiezione dell'archetipo da parte dell'uomo-Anima (molto diverso dal predatore sessuale) fino a portarlo alla rovina.
Le donne più astute che consapevoli capitalizzano sulla proiezione dell'Anima fatta dall'uomo. Il loro Animus inter-generazionale (come nel caso di Turandot) vendica antenate sfruttate e distrutte dall'uomo. Una sintesi di Sophia ed Elena, appare nel docufilm Generazioni d'amore sull'americanista Fernanda Pivano che, fino ai novanta anni, grazie alla sua personalità, continuò ad affascinare e ingelosire uomini giovani ma, d'altra parte, non cedette mai a ricatti sessuali nel suo lavoro.
Nel caso di una star come Marilyn Monroe la lunghezza d'onda naif di Eva coesiste con l'Anima-Elena di una grande attrice che fa innamorare di lei tutto il mondo, continuando a lamentarsi Nobody loves me. Per non parlare dell'Anima Cenerentola della principessa Lady Diana (assunta dall'inconscio collettivo nel Cielo delle Grandi Vittime) o di Evita Peron dove le proiezioni Mariane e le gesta filantropiche coesistono con la presa del potere in un'Argentina che la santifica da viva: madre del popolo e moglie del dittatore. Il più famoso ritratto di donna Anima nella storia del cinema è quello de La donna che visse due volte (1958) di Alfred Hitchcock. François Truffaut da parte sua ha dedicato Jules e Jim (1962) al disastro causato dalla proiezione di Anima su una donna condivisa tra due uomini amici.
Con la liberalizzazione del mondo GLBT sul piano del costume e della legge, l'invito di Jung alla cosiddetta integrazione dell'Anima influenza i mass media e modifica le loro immagini: l'uomo contemporaneo, anziché proiettarla sulla donna, inizia a giocare pubblicamente con l'Anima in prima persona. Il passaggio epocale, registrato da Hillman e altri autori, non riguarda solo il mondo gay ed emerge in musica, cinema, stand-up comedy e in televisione dove un attore come Leo Gullotta con la sua Signora Leonida riscuote un successo che nel pop supera quello della Signora Cecioni e delle altre donne create da Franca Valeri attrice e sceneggiatrice. La storia del teatro moderno con Paolo Poli, autore, attore e cantante registra una parodia raffinata di tutte le sfaccettature di Anima descritte da Jung, da quelle in chiave di Elena, che Poli trasse da letteratura, cinema e teatro fino a quelle mariane che colse nella cultura in cui era nato: nel 1967 il successo della sua parodia della storia di Santa Rita da Cascia spinse il democristiano Oscar Luigi Scalfaro a presentare un'interrogazione parlamentare sul caso.
In Quattro decenni di plays per il Teatro del Tempo, Ottavio Rosati racconta i giochi di Anima nei tempi di Internet incontrando il personaggio virtuale di Marie-Louise von Franz (che incarna l'Anima-Sophia disinteressata alla seduzione del maschio) in chiave di immaginazione attiva; nello script del film Il fuoco e le lune (2022) il fantasma della von Franz aiuta il giovane pittore Pier The Rain a raffigurare il volto di Anima in centinaia di versioni: «Oggi c'è una nuova possibilità: che un attore faccia Anima a teatro o su un set anziché farla fare a un'attrice o alla donna che ama». Il discorso sulla potenza di Anima nella psiche dell'uomo parte dal cinema post moderno e arriva al fenomeno delle Drag Queen contemporanee come l'americano RuPaul.

Lorenzo Balducci è produttore e autore di video seriali su Instagram di cui è anche regista e attore, spesso in Drag. Con Balducci la fenomenologia di Anima e Animus si trasferisce nei social dove incontra un enorme pubblico di follower sia etero sia GLBT ancora in lotta per il riconoscimento dei loro diritti civili. Scrive Rosati: «Quanti secoli sono passati tra gli Anni Cinquanta e oggi? Cosa direbbero Jung e la von Franz di un programma come Drag Race in cui solo pochi talenti - gay oppure etero - giocano davvero con Anima mentre, nella maggior parte dei casi, Anima si prende gioco di migliaia di suoi adepti che credono di vivere un'esperienza artistica privilegiata solo perché sculettano cantando in Lip sync? Cosa è meglio: maschi in Drag in gara per la vittoria o soldati in Vietnam che si ammazzano tra di loro, per arricchire milionari e dittatori? Ci sarà pure una ragione per cui nella storia, a un fenomeno ne segue un altro. Il più realistico lago dei cigni che ho visto è quello di Matthew Bourne dilaniato tra l'Anima del Principe e l'Animus della Regina».

### L'Anima nella ricerca di James Hillman
Tra tutti i seguaci di Jung, James Hillman, prima docente allo Jung Institute, poi autore e conferenziere di grande successo internazionale, è quello che ha maggiormente articolato il discorso sull’archetipo di Anima al di fuori della fenomenologia di pazienti in terapia. A differenza della von Franz, negli scritti di Hillman si trovano pochissimi riferimenti a casi clinici e alla guarigione dei sintomi nella psicoterapia.
Hillman studia Anima nelle sue manifestazioni epocali, dal paesaggio al suicidio, e (in una specie di montaggio incrociato) rivisita, con competenza e raffinatezza, l’universo poetico e religioso nel quale era stata confinata dopo il Neoplatonismo rinascimentale. Nella sua psicologia archetipica gli dei del paganesimo (ambasciatori degli archetipi) oggi sono diventati malattie. Questa ricerca parte dal mito e dall'immaginazione con cui dovremmo osservare la società contemporanea dove «Gli dei non sono scomparsi, benché noi abbiamo creduto di essercene disfatti.»..
Nel 1997 James Hillman pubblica Il codice dell'anima dedicato al mito platonico di Er, «il compagno segreto» che i greci chiamavano daimon, i romani genius e i cristiani angelo custode. Nel libro La vana fuga dagli dei, Hillman, sempre meno medico e terapeuta e sempre più scrittore e filosofo, scrive: «Attraverso la forza dell'immagine, che si esprime come sintomo […] l'uomo naturale, che si identifica con lo sviluppo armonico, l'uomo spirituale, che si identifica con la perfezione trascendente, e l'uomo normale, che si identifica con l'adattamento pratico e sociale, deformati, si trasformano nell'uomo psicologico, che si identifica con l'anima.».
Panico, masturbazione, stupro, portano "dentro di noi" la natura che è al di fuori, e mettono in relazione il biologico con il fantastico; l'anima viene spinta alla concretezza, la fantasia, a sua volta acquieta, la coazione del comportamento istintuale. Citando le parole di Hillman (1977): «Pan è la configurazione che fa da ponte e impedisce a queste riflessioni di scindersi in metà sconnesse, divenendo così il dilemma di una natura priva di anima e di un'anima senza natura… Pan, e le ninfe, tengono insieme natura e psiche. Essi dicono che gli eventi istintuali sono riflessi dell'anima; dicono che l'anima è istintuale».
Secondo Hillman tutto quello che succede nel mondo è provocato dall'anima, e non solo il mondo è «la valle del fare anima» ma uno dei luoghi più importanti dell’anima è proprio la politica; essa è sede dell'anima e parte della vita psicologica degli individui. Per liberare i popoli dalla condizione di oppressione, solitudine e povertà bisognerebbe applicare in America un marxismo psicologico che possa contrastare lo smisurato potere del denaro che domina la cultura o la compulsione per il consumo. Hillman auspica il rovesciamento del rapporto schiavo-padrone in una falsa democrazia che abusa dell'uomo e offende l'Anima: «produciamo rifiuti e distruggiamo beni mentre ne produciamo altri che subiranno lo stesso destino.». Secondo Hillman oggi l'uomo ha connessioni sempre più fragili con gli altri e per questo la sua Anima è sempre più sola e depressa.

## Animus
Jung si concentrò maggiormente sull'anima dell'uomo e scrisse meno sull'animus della donna. Jung riteneneva che ogni donna avesse un animus analogo all'interno della sua psiche, essendo questo un insieme di attributi e potenzialità maschili inconsce. Considerava l'animus più complesso dell'anima, postulando che le donne abbiano una serie di immagini dell'animus, mentre l'anima maschile consiste solo in un'immagine dominante. Jung afferma che ci sono quattro livelli paralleli di sviluppo dell'animus in una donna.
Uomo di semplice potere fisico: l'animus «appare per la prima volta come personificazione del semplice potere fisico - ad esempio come campione di atletica - o uomo muscoloso, come l'eroe fittizio della giungla Tarzan».
Uomo d'azione o di romanticismo: nella fase successiva, l'animus «possiede l'iniziativa e la capacità di azione pianificata … l'uomo romantico - il poeta britannico del XIX secolo Byron, o l'uomo d'azione - l'americano Ernest Hemingway, eroe di guerra, cacciatore, ecc.».
Uomo come professore, ecclesiastico, oratore: nella terza fase «l'animus diventa la parola, spesso appare come un professore o un ecclesiastico … il portatore della parola - Lloyd George, il grande oratore politico».
L'uomo come guida spirituale: «Infine, nella sua quarta manifestazione, l'Animus è l'incarnazione del significato: su questo livello più alto diventa (come l'anima) un mediatore di […] profondità spirituale». Jung notò «nella mitologia, questo aspetto dell'anima appare come Hermes, messaggero degli dei, nei sogni è una guida utile.». Come l'Anima "Sofia", questo è il più alto livello di mediazione tra l'inconscio e la mente cosciente.

## Anima e Animus a confronto
Il secondo volume (La dimensione clinica) del Trattato di Psicologia Analitica a cura di Aldo Carotenuto, autore del best seller Diario di una segreta simmetria, contiene un saggio su Anima e Animus dove l'analista Laurenzia Falcolini articola i due concetti dal punto di vista del pensiero di Jung e dei suoi allievi.
I quattro ruoli non sono identici nei due generi. Jung riteneva che mentre l'anima tendesse ad apparire come una personalità femminile relativamente singolare, l'animus può consistere in una congiunzione di molteplici personalità maschili: «in questo modo l'inconscio simboleggia il fatto che l'animus rappresenta un elemento collettivo piuttosto che personale».
(Marie-Louise von Franz)
Il processo di sviluppo dell'animus riguarda la coltivazione di un'idea di sé indipendente e non socialmente soggiogata incorporando una parola più profonda (secondo una specifica prospettiva esistenziale) e manifestando questa parola. «L'animus nella sua forma più sviluppata a volte … rende la donna ancora più ricettiva di un uomo a nuove idee creative».
Entrambi gli stadi finali dello sviluppo dell'Anima e dell'Animus hanno qualità dinamiche cioè legate al movimento e al flusso di questo processo di sviluppo continuo. Qualità aperte in quanto non esiste un ideale statico perfezionato o manifestazione della qualità in questione. E qualità pluralistiche poiché qualsiasi soggetto o oggetto può contenere più archetipi o anche ruoli apparentemente antitetici. Essi formano anche ponti verso le successive figure archetipice che emergono, poiché «l'inconscio cambia nuovamente il suo carattere dominante e appare in una nuova forma simbolica, che rappresenta il Sé».

## Cautele e istruzioni per l'uso del concetto
Nell'ottica junghiana «ogni personificazione dell'inconscio - l'ombra, l'anima, l'animus e il Sé - ha sia un aspetto leggero che un aspetto oscuro […] l'anima e l'animus hanno due aspetti: possono portare uno sviluppo vivificante e creatività alla personalità, o possono causare la pietrificazione e la morte fisica».
Jung segnalava il pericolo che la coscienza possa essere invasa dall'archetipo inconscio: «Il possesso causato dall'anima è segnalato dal cattivo gusto: l'anima si circonda di persone inferiori». Jung ha insistito sul fatto che «uno stato di possesso dell'anima … deve essere prevenuto, l'anima è quindi forzata nel mondo interiore, dove funge da mezzo tra l'ego e l'inconscio, così come la persona tra l'ego e l'ambiente». È nota la battuta con cui Jung, nel corso di una cena, rispose a una signora che gli chiedeva una definizione semplice dell'Anima: «l'Anima è ciò di cui gli altri ridono.».
In alternativa, la sovra-consapevolezza dell'anima o dell'animus potrebbe fornire una conclusione prematura al processo di individuazione, «una sorta di cortocircuito psicologico, per identificare l'animus almeno provvisoriamente con l'interezza». Invece di essere «contento di una posizione intermedia», l'animus cerca di usurpare «il sé, con cui si identifica l'animus del paziente: questa identificazione è un evento regolare quando l'ombra, il lato oscuro, non è stata sufficientemente realizzata».